# 각다귀

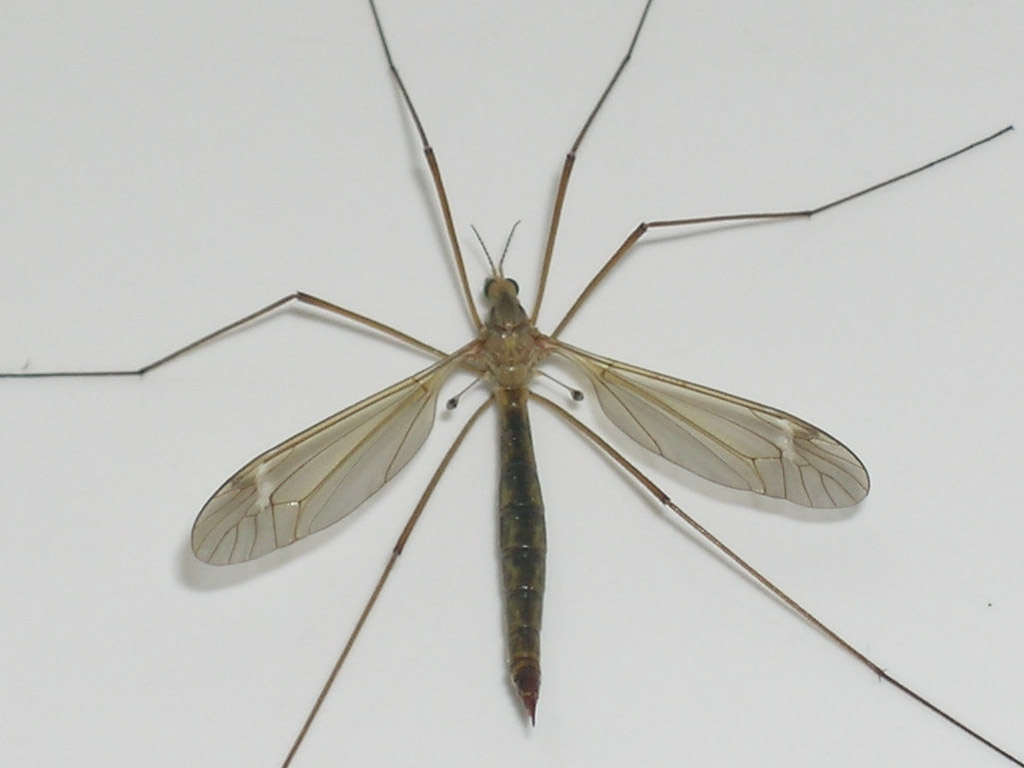
각다귀

각다귀는 각다귀과(Tipulidae) 곤충의 총칭이다. 전 세계에 걸쳐 분포하고 있어 어디서든 흔히 볼 수 있다.
다리가 길고 몸이 가늘어 종종 모기로 오인되지만 전혀 다른 곤충이다. 각다귀는 모기와 달리 피를 빨아 먹지는 않는다. 머리 앞에서 아래로 달려있는 위턱 수염으로 각다귀를 다른 곤충과 구별할 수 있다. 각다귀로 확인되는 가장 오래된 화석은 쥐라기 말기 무렵의 것이다.

## 특징
다리가 길며, 몸이 가늘고 모기와 비슷하게 생긴 곤충이다. 생긴 것과 달리 사람의 피를 빨아먹지는 않는다. 모기보다는 다리와 몸이 긴 것이 제일 큰 차이점이다. 성충은 천천히 날아 다니며 대개 초원과 물가에서 볼 수 있다. 유충은 며루라고 부르는데, 흐르는 물 속이나 습기가 많은 토양에 서식하며 부패한 식물질을 먹지만 토양에 서식하는 육상종들은 주로 식물의 뿌리 또는 벼나 보리의 뿌리를 잘라 먹으므로 농사에 방해가 되는 농업해충으로 여겨지기도 한다. 현재 한국에서는 상제각다귀속, 대모각다귀속, 모기각다귀속 등 17속 28종이 서식하고 있다.

## 하위 속
| Ctenophorinae - Ctenophora - Dictenidia - Phoroctenia - Pselliophora - Tanyptera Dolichopezinae - Dolichopeza 각다귀아과 (Tipulinae) - Acracantha - Angarotipula - Austrotipula - Brachypremna | - Brithura - Clytocosmus - Elnoretta - Euvaldiviana - Goniotipula - Holorusia - Hovapeza - Hovatipula - Idiotipula - Indotipula - Ischnotoma - Keiseromyia - Leptotarsus - Macgregoromyia | - Megistocera - Nephrotoma - Nigrotipula - Ozodicera - Platyphasia - Prionocera - Prionota - Ptilogyna - Scamboneura - Sphaerionotus - 각다귀속 (Tipula) - Tipulodina - Valdiviana - Zelandotipula |